# THE HURRICANE 〜FIREWORKS〜
「THE HURRICANE 〜FIREWORKS〜」（ザ ハリケーン 〜ファイアーワークス〜）は、EXILEの31枚目のシングル。2009年7月22日にrhythm zoneから発売。

## 概要
前作『THE MONSTER 〜Someday〜』から3カ月ぶりのシングル。「CD+DVD」「CDのみ」の2形態で発売。
表題曲「FIREWORKS」のミュージックビデオには、子役の大橋のぞみが出演している。撮影当時、メンバーのKEIJIは怪我で療養していたため出演していない。カップリング曲「優しい光」のミュージックビデオには、俳優の速水もこみち、女優の市川由衣が出演している。
オリコン週間シングルランキングでは4作連続、通算8作目の首位獲得となった。
表題曲の別バージョン「FIREWORKS type D.I」がDOBERMAN INCのシングル「GENERATION/FIREWORKS type D.I」に収録。

## 収録曲

### CD
1. FIREWORKS（Vo：ATSUSHI、TAKAHIRO、NESMITH、SHOKICHI）
作詞：michico、P-CHO、GS、KUBO-C、TOMOGEN / 作曲：T.Kura、michico / 編曲：T. Kura
  - スカパー!「EXILE TV」CMソング[11]

ラップでDOBERMAN INC、三味線で吉田兄弟が参加している[12]。
2. 優しい光（Vo：ATSUSHI、TAKAHIRO）
作詞：ATSUSHI / 作曲・編曲：春川仁志
  - 明治製菓「Fran Whipps」CMソング[11]
3. THE NEXT DOOR -INDESTRUCTIBLE- feat. FLO RIDA
作詞：NEGIN / 作曲：lil' showy / 編曲：中野雄太
  - 配信限定シングルの英語バージョンの新録バージョン
4. FIREWORKS（Instrumental）
5. 優しい光（Instrumental）
6. THE NEXT DOOR -INDESTRUCTIBLE- feat. FLO RIDA（Instrumental）
7. WON'T BE LONG -LIVE VERSION-（Vo：ATSUSHI、TAKAHIRO、NESMITH、SHOKICHI）
  - EXILE&倖田來未のコラボレーションシングルのライブバージョン

2009年開催全国ツアー「EXILE LIVE TOUR 2009 "THE MONSTER"」からのライブ音源。
2008年開催ドームツアー「EXILE LIVE TOUR "EXILE PERFECT LIVE 2008"」まで披露していた5thアルバム「EXILE EVOLUTION」収録バージョンとは異なりNEVER LANDが不参加の為、本バージョンにはラップは存在しないが、DJパートはDJ MAKIDAIが担当している。

### DVD
※CD+DVDのみ
1. FIREWORKS（Video Clip）
2. 優しい光（Video Clip）

## カバー

### EXILE TAKAHIROによるカバー
「優しい光」（やさしいひかり）は、EXILE TAKAHIROの配信限定シングル。2021年8月9日に配信された。

#### 概要
前作「Heavenly White EXILE RESPECT Ver.」から8カ月ぶりのリリースで、EXILEの曲をセルフカバーする企画「EXILE RESPECT」の配信シングル第3弾。MUSIC & MOVIE CARDも販売。
ミュージックビデオはTAKAHIRO初のクリエイティブディレクション作品。
MUSIC & MOVIE CARDでは、「優しい光」ミュージックビデオの約28分のドキュメンタリー映像Behind The Scenesを収録した。

#### 収録曲
1. 優しい光 [5:08]
作詞：ATSUSHI / 作曲：春川仁志

#### MUSIC ＆ MOVIE CARD
MUSIC
1. 優しい光

MOVIE
1. 優しい光 MUSIC VIDEO & DOCUMENTARY

### その他のカバー
FIREWORKS
- BALLISTIK BOYZ from EXILE TRIBE（2021年、シングル『BALLISTIK BOYZ FROM EXILE』収録）